# Municipio de Tingambato
El municipio de Tingambato es uno de los 113 municipios en que se divide el estado mexicano de Michoacán. Su cabecera es la localidad homónima. 

## Toponimia
La palabra Tingambato es de origen purépecha y proviene de tinganio, que significa ‘lugar donde termina la tierra fría y comienza la tierra caliente’.

## Historia
La antigüedad de la población data del año de 1300, cuando se considera que llegaron a este lugar los antecesores de la monarquía tarasca, Payácume I y Vapeani I. Fue un centro ceremonial de gran importancia durante el reinado de los tarascos, como lo demuestra la existencia de montículos en forma regular en las inmediaciones del poblado que aún no han sido estudiados.
Tingambato fue incorporado al sistema español por los frailes de la orden de San Agustín, quienes en su avanzada hacia tierra caliente establecieron su convento, para desde ahí movilizarse a toda la región. Fue encomienda de Doña María de Alvarado. Durante la colonia fue cabecera del partido de indios y administraba las poblaciones de San Ángel, Taretan y Ziracuaretiro, y comprendía las haciendas de Taretan, de los agustinos, la de Álvaro Pérez, que producía azúcar, maíz y trigo. La comunidad indígena de Tingambato tuvo que sufrir los combates de los españoles para lograr la desintegración de la propiedad de la tierra comunal.
En 1754 aparece como vicaría del curato de la Sierra que tenía su cabecera en Santa Anna Tzirosto. La vicaría de Tingambato se componía de los pueblos Santiago Tingambato y San Ángel Zurumucapio, además de la hacienda Siraspén de los Dolores. Colonia en promedio con 350 habitantes, de los cuales 250 vivían en Tingambato, 60 en Suruncapio y 40 en la hacienda de Siraspén de los Dolores. Del total de habitantes, 321 eran indios, 13 españoles y 16 eran gente de “color quebrado”.
En 1765 Tingambato formaba parte del distrito de Taretan, y contaba con una población de 250 vecinos que tributaban impuesto al pueblo de San Ángel, el cual contaba con 88 indios tributantes.
Después de la Guerra de Independencia, para 1822, contaba con una población de 1304 y pasó a formar parte del partido número XIII de Taretan. En este lugar se producían chirimoyas, aguacates, maíz y trigo. Se constituyó en paso obligado para la población de Uruapan.
En la Ley Territorial del 10 de diciembre de 1831, aparece como tenencia del municipio de Taretan. Se elevó al rango de municipio el 22 de junio de 1877.
A principios de siglo su riqueza forestal y arqueológica fue saqueada por colonos norteamericanos.
Tingambato está considerada como una de las poblaciones que más ha luchado por conservar sus tradiciones culturales purépechas y enfrentado los intentos de desintegración de la propiedad comunal, hasta nuestros días. Es una de las regiones que ha retomado sus tradiciones musicales, culturales y de defensa del idioma tarasco.
Cronología de hechos históricos
- 1300 En este año llegaron al sitio de esta ciudad los antecesores de la monarquía tarasca Payácume I y Vepeani I
- 1754 Aparece como vicaría del curato de la Sierra
- 1765 Tingambato formaba parte del distrito de Taretan
- 1822 Tingambato registraba una población de 1304 habitantes
- 1831 10 de diciembre, es considerado tenencia del municipio de Taretan
- 1877 22 de junio, es elevado al rango de municipio

La población fue incorporado al sistema español por los frailes de la orden de San Agustín, quienes en su avanzada hacia Tierra Caliente establecieron su convento, para desde ahí movilizarse a toda la región. 
Aquí se encuentra la zona arqueológica de Tinganio, que fue parte de la cultura teotihuacana. Es la división de la Tierra Caliente y la Tierra fría.

## Geografía

### Localización y relieve
El municipio se localiza al norte del estado, entre las coordenadas 19°30′ de latitud norte y 101°51′ de longitud oeste, a una altitud de 1980 m s. n. m. Su superficie es de 188.77 km² y representa el 0.32 por ciento del total del estado.
Limita al norte con el municipio de Nahuatzen; al este con los municipios de Erongarícuaro y Pátzcuaro; al sur con los municipios de Salvador Escalante y Ziracuaretiro; y al oeste con el municipio de Uruapan. Su distancia a la capital del estado es de 95 kilómetros.
Su relieve forma parte del Eje Neovolcánico y está conformado por la sierra de Tingambato y los cerros Cumburinda, Injucato, Agujerado, del Molcajete, de la Virgen y Characarán.

### Hidrografía y clima
Su hidrografía está constituida por Caninzio como una corriente de agua perennene y por los arroyos El Tecojote, Capixio, Barranca del Molino, Barranca del Comay y Agua Escondida.
Su clima es templado con lluvias en verano. Tiene una precipitación pluvial anual de 1100 mm y temperaturas que oscilan entre los 8 y los 37 °C.

### Ecosistema y edafología
En el municipio domina el bosque mixto con encino, pino, cedro y aile; y el bosque de coníferas con pino, oyamel y junípero. Su fauna la conforman principalmente el gato montes, zorrillo, coyote, ardilla, paloma y pato.
La superficie forestal maderable es ocupada por pino y encino; la no maderable es ocupada por matorrales espinosos y chaparrales.
Los suelos del municipio datan del Cenozoico; corresponden principalmente a los del tipo pradera, de montaña y podzólico. Su uso está destinado primordialmente a la actividad forestal y en menor proporción a la agrícola y ganadera.

## Demografía
De acuerdo con los resultados del Conteo de Población y Vivienda de 2020 del Instituto Nacional de Estadística y Geografía, el municipio de Tingambato tiene una población total de 16 325 habitantes, de los cuales 7936 son hombres y 8389 son mujeres, lo que representa un incremento promedio de 1.6 % anual en el período 2010-2020 sobre la base de los 13 950 habitantes registrados en el censo anterior. Con una superficie de 189.8 km², al año 2020 presentaba una densidad de 86,03 hab/km².

### Religión
La religión que predomina en el municipio es la católica, seguida en menor proporción por la evangélica.

### Localidades
En el censo de 2020 el municipio de Tingambato contaba con 13 localidades.
| Código INEGI    | Localidad               | Población (2020) |
| --------------- | ----------------------- | ---------------- |
| 160900001       | Tingambato              | 9 140            |
| 160900007       | San Francisco Pichátaro | 5 696            |
| 160900004       | La Escondida            | 840              |
| 160900005       | El Mesón                | 337              |
| 160900002       | Angachuén               | 166              |
| 160900006       | Parangüitiro            | 80               |
| 160900016       | Las Ollitas Nuevas      | 16               |
| 160900013       | La Cruz Blanca          | 13               |
| 160900012       | El Llano de la Virgen   | 9                |
| 160900008       | La Casa Blanca          | 7                |
| 160900009       | Huerta las Carreras     | 7                |
| 160900015       | Huerta Santa Mónica     | 6                |
| 160900017       | La Curva                | 4                |
| Total municipal | Total municipal         | 16 325           |

## Servicios

### Educación
Cuenta con una institución de nivel medio superior, el Colegio de Bachilleres, además de una institución de nivel superior, la Universidad Intercultural Purépecha, en la comunidad de Pichátaro.

### Salud
Cuenta con dos centros salud adscritos a la Secretaría de Salud, ubicados en Pichátaro y en Tingambato.

### Deporte
El municipio cuenta con una unidad deportiva, canchas de basquetbol en todas las comunidades así como un auditorio municipal y varios campos de fútbol.

### Medios de comunicación
El municipio cuenta con los siguientes medios de comunicación: Radio Cultural XHTIN 90.7 F.M. "La Voz del Cumburinda".

## Economía
La agricultura es su principal actividad económica, siendo sus principales cultivos: el maíz, aguacate, chirimoya, durazno y otros frutales. La producción de aguacate en Tingambato es de particular relevancia.
En las comunidades prevalecen pequeños establos lecheros, con ganado criollo. Representando estos dos sectores hasta el 48 % de su actividad económica.
Se fabrican artículos de madera; representando el 17 % de su actividad económica.

## Atractivos culturales y turísticos

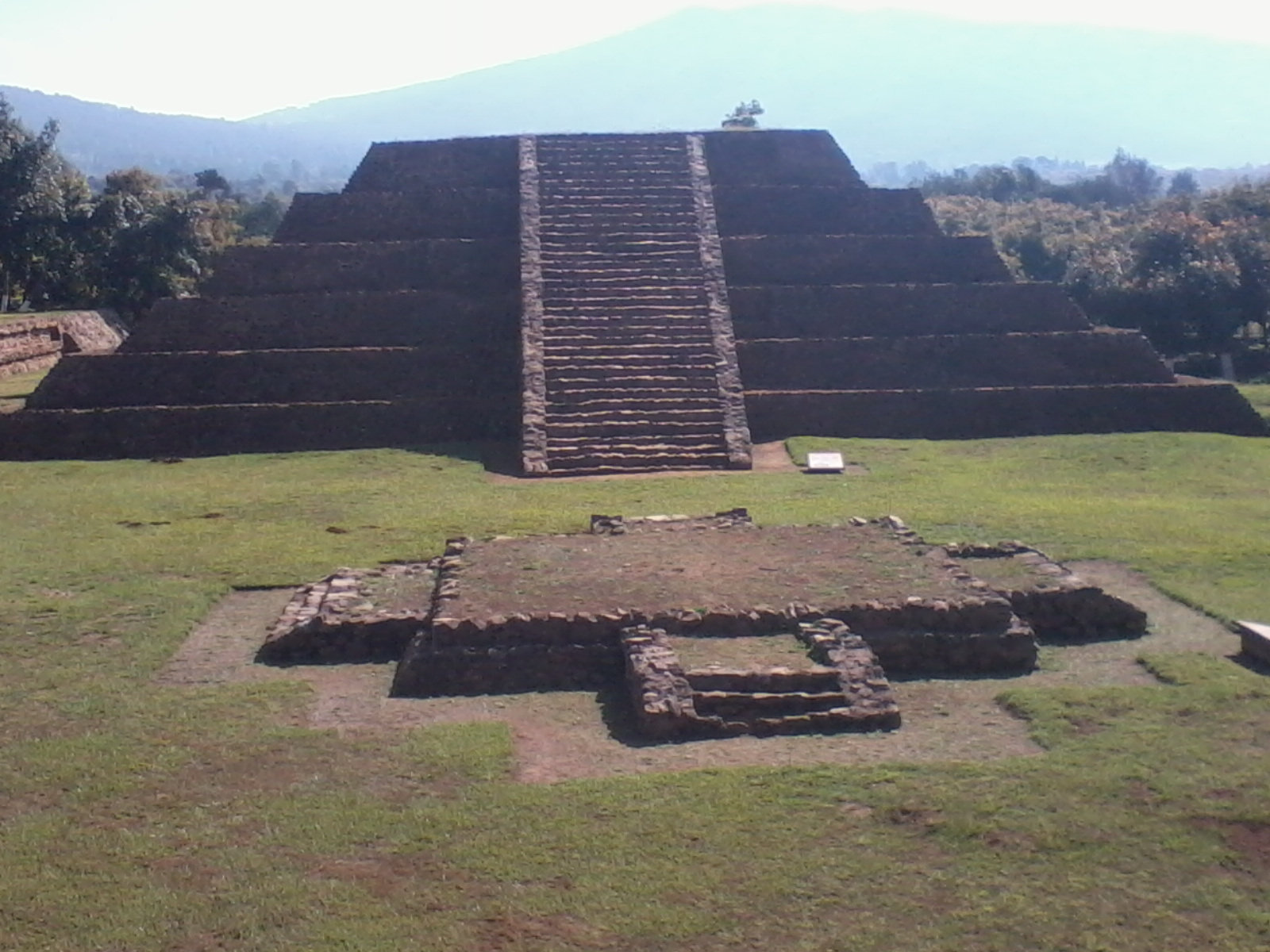
La zona arqueológica de Tingambato.

### Monumentos históricos
El municipio cuenta con monumentos arquitectónicos y zonas arqueológicas; como el templo de Santiago Apóstol que data del siglo XVII.

### Fiestas, danzas y tradiciones
- Julio 25. Celebración en honor al Señor Santiago
- Enero 14. Celebración en honor al Cristo redentor
- Marzo 19. Celebración en honor a san José
- Mayo 15. Celebración en honor a san Isidro Labrador
- Junio 13. Celebración a San Antonio de Padua
- Octubre 4. Celebración a San Francisco de Asís
- Octubre 28. Celebración a San Judas Tadeo
- Noviembre 22. Celebración a Santa Cecilia

Sus principales fiestas son las del 14 de enero en homenaje a Cristo redentor. Esta es la fiesta más importante, con una duración del 13 de enero al 24 del mismo mes. En todo este tiempo se celebran festejos con bailes tradicionales en la plaza principal, quema de juegos pirotécnicos, jaripeos, entre muchos diversos festejos. En este lugar se encuentra el niño Dios de Tingambato, muy venerado en diversas fechas del año.
Otra de las grandes fiestas de esta comunidad es la celebrada el 25 de julio en honor al santo patrono del pueblo: Santiago. El desarrollo de esta fiesta es muy similar a la anterior, pero con una gran diferencia, en esta celebración se acostumbra que jóvenes del lugar bailen una danza conocida como "La Danza de los Moros". Esta danza es una representación simbólica de cuando los españoles fueron invadidos por los moros. De Santiago, se cuenta que fue un guerrero que luchó en las batallas que expulsaron a los musulmanes de tierras españolas.

### Música
Tradicional purépecha, pirekuas, sones y Tradicional Tierra Caliente.

### Artesanías
Bordados en punto de cruz, guanengos (blusas bordadas con dibujos típicos de hilo de colores), blusas y mantelería,  floricultura y muebles rústicos de madera.

### Centros turísticos
Paisajes naturales y ruinas arqueológicas, además de la reserva ecológica en el cerro del Comburida.

## Gobierno

### Principales localidades
Pichataro
Su principal actividad es la agricultura y la explotación forestal. Se localiza a trece kimlómetros de la cabecera municipal. Cuenta con 4,562 habitantes.
La Escondida
Su principal actividad es la agricultura. Se localiza a tres kilómetros de la cabecera municipal. Cuenta con 565 habitantes.
El Mesón
Dedicada a la agricultura, se localiza a 12 km al sur de la cabecera municipal, en la predominada Tierra Caliente. Cuenta con 337 habitantes.

### Caracterización del ayuntamiento
- Presidente Municipal
- 1 Síndico
- 4 Regidores de mayoría relativa
- 3 Regidores de representación proporcional

Principales Comisiones
- Obras Públicas. 1.er. Regidor de Mayoría Relativa
- Bando Municipal y Panteón. Regidor de Mayoría Relativa
- Hacienda Municipal. 3.er. Regidor de Mayoría Relativa
- Agropecuaria y Forestal. Regidor de Mayoría Relativa
- Comercio, Mercado y Rastro. 1.er. Regidor de Rep. Prop.
- Industrias Públicas y Espectáculos. Regidor de Rep. Prop.
- Salud y Asistencia Social. 3.er. Regidor de Rep. Prop.

Organización y estructura
- Secretaría del Ayuntamiento: sus funciones son: Secretario de Actas del Ayuntamiento, Atención de Audiencia, Asuntos Públicos, Junta Municipal de Reclutamiento, Acción Cívica, Jurídico y Aplicación de Reglamentos, Archivo y Correspondencia, Educación, Cultura, Deportes, Salud, Trabajo Social

- Tesorería: sus funciones son: Ingresos, Egresos, Contabilidad, Auditorías Causantes, Coordinación Fiscal, Recaudación en Mercados, Recaudación en Rastros, Personal, Adquisiciones, Servicios Generales, Almacén, Talleres

- Obras Públicas y Servicios: sus funciones son: Parques y Jardines, Edificios Públicos, Urbanismo, Mercados, Transporte Público, Rastro, Alumbrado, Limpia

- Desarrollo Social Municipal: sus funciones son: Planeación y Ejecución del Programa del Ramo 026, Deserción Escolar, Fondo de Desarrollo Social Municipal, Apoyo a la Producción, Reforestación

- Seguridad Pública: sus funciones son: Policía, Tránsito, Centro de Readaptación Municipal

- DIF: sus funciones son: Asistencia Social

- Oficina de Agua Potable: sus funciones son: Agua Potable, Alcantarillado

Autoridades auxiliares
La Administración Pública Municipal fuera de la Cabecera Municipal, está a cargo de los Jefes de Tenencia o Encargados del Orden, quienes son electos en plebiscito, durando en su cargo 3 años. En el municipio de Tingambato existe un Jefe de Tenencia y 2 Encargados del Orden, quienes ejercen principalmente las siguientes funciones.
- Dar aviso al Presidente Municipal, de cualquier alteración que adviertan en el orden público
- Conformar el pódium de habitantes de su demarcación
- Cuidar de la limpieza y aseo de los sitios públicos y buen estado de los caminos vecinales y carreteras
- Procurar el establecimiento de escuelas
- Dar parte de la aparición de siniestros y epidemias
- Aprehender a los delincuentes, poniéndolos a disposición de las autoridades competentes

Regionalización política
Pertenece al Distrito Federal IX con cabecera en Uruapan y al Distrito Local VI con cabecera en Uruapan.
Reglamentación municipal
El Ayuntamiento actualmente cuenta con los siguientes reglamentos:
- Bando de Policía y Buen Gobierno
- Del Interior del Ayuntamiento
- De Obras Públicas
- De Participación Ciudadana
- De Expendios de Bebidas Alcohólicas
- De Policía y Tránsito
- De Mercados y Comercio en la Vía Pública
- De Cementerios
- De Rastro y Expendio de carne
- De Anuncios y Alimentos Preparados.

### Cronología de los presidentes municipales
- 1940 Silviano Jiménez
- 1941 Herasmo Medina
- 1942 Crisanto Martínez
- 1943 Atanacio Martínez
- 1944 Salvador Barrera
- 1945 Fidel Tercero
- 1946 Atanacio de la Cruz
- 1947 Luis González
- 1948-1949 Braulio Hernández
- 1950 Jesús Aguilar
- 1951 Gilberto Jiménez
- 1952 Silviano Jiménez
- 1953 Marcos Jiménez
- 1954 Joel Arellano Alcaraz
- 1955 Juan Melchor Tercero
- 1956 Agustín Aguilera
- 1957 Constantino Torres Barrera
- 1958 Salvador Jiménez
- 1959 Delfino Medina Zúñiga
- 1960 Rafael Jiménez Arriaga
- 1961-1962 Rafael Gudiño Alcaraz
- 1963-1964 David Aguilar Villegas
- 1965 Jesús Aguilar Melgoza
- 1969-1970 Salvador Jiménez
- 1971 Jesús Calderón
- 1972-1974 Antonio Aguilar
- 1975-1977 Rafael Jiménez
- 1978-1980 Ramiro Jiménez Saavedra
- 1981-1983 Jesús Miranda Chávez
- 1984-1986 Rubén Puebla Calderón
- 1987-1989 Santiago Gudiño Alcaraz
- 1990-1992 David Aguilera Calvillo
- 1993-1995 Isidro Villanueva Rodríguez
- 1996-1998 José Luis Hernández Ayala
- 1999-2001 José Luis Fuentes García